# 道格拉斯飞行器公司
道格拉斯飞行器公司（Douglas Aircraft Company）由唐纳德·威尔士·道格拉斯于1921年7月创建。1924年第一次环球飞行即由道格拉斯飞行器公司的飞机完成。
其最著名的飞机为DC-3型运输机，这种飞机也被认为是飞行史上最重要的运输机。道格拉斯为美军特别是美国海军制造了大量的飞机。

## 歷史
道格拉斯公司刚刚建立的时候为美国海军制造鱼雷轰炸机，但很快就在这种飞机的基础上制造了很多种变种，例如观察机和商用运输机。在公司建立五年后，道格拉斯公司的年产量达到了100架飞机。道格拉斯公司的早期雇员包括爱德华·海曼，詹姆斯·金得博格和约翰·诺斯洛普。20年代末，道格拉斯公司不但成功地保持了军方的市场而且开始制造水陆两用飞机。道格拉斯公司在二十年代末期搬到了加利福尼亚州的圣塔摩尼卡，其在圣塔摩尼卡的设施当时已经大到送邮件的小姐滑旱冰送信的地步。
1934年，道格拉斯制造了商用双引擎运输机DC-2。1936年道格拉斯推出了著名的DC-3。在第二次世界大战期间，道格拉斯公司制造的飞机包括客机，轻型和中型轰炸机，战斗机，运输机，观察机和试验飞行器。道格拉斯还通过许可制造波音设计的B-17和B-47。道格拉斯在弹射座椅，空对空导弹，空对地导弹和炸弹方面保持先进地位。
1967年，道格拉斯公司奋力扩展DC-9，DC-8和A-4的生产以应对延迟交货，该公司还在应对产品质素和资金链问题、研发DC-10的巨额投入，加之越战的不利影响，道格拉斯公司接受与麦克唐纳飞行器公司的合并，在经历4年谈判之后，于4月28日合并成为麦道。

## 产品

### 飞行器
- 道格拉斯DT (1921)
- 道格拉斯DWC (1923)
- 道格拉斯O-2 (1924)
- 道格拉斯C-1 (1925)
- 道格拉斯M-1 (1925)
- 道格拉斯T2D (1927)
- 道格拉斯BT (1930)
- 道格拉斯海豚 (1930)
- 道格拉斯O-31 (1930)
- B-7/O-35 (1931)
- 道格拉斯XT3D (1931)
- 道格拉斯DC-1 (1933)
- 道格拉斯DC-2 (1934)
- B-18 Bolo (1936)
- 道格拉斯DC-3 (1935)
- TBD Devastator (1935)
- A-20 Havoc (1938)
- SBD無畏式俯衝轟炸機 (1938)
- 道格拉斯DC-4E  (1938)
- B-23 Dragon (1939)
- 道格拉斯DC-4 (1939)
- 道格拉斯DC-5 (1939)
- 道格拉斯XB-19  (1941)
- A-26 Invader (1941?)
- BTD Destroyer (1943)
- XB-42 Mixmaster (1944)
- A-1 Skyraider (1945)
- 道格拉斯C-74環球霸王 (1945)
- 道格拉斯XB-43 (1946)
- 道格拉斯DC-6 (1946)
- 道格拉斯Skystreak (1947)
- 道格拉斯Skyrocket (1948)
- F3D Skyknight (1948)
- 道格拉斯C-124 (1949)
- A2D Skyshark (1950)
- F4D Skyray (1951)
- A-3攻擊機 (1952)
- X-3 Stiletto (1952)
- A-4天鷹 (1954)
- B-66 Destroyer (1954)
- 道格拉斯DC-7 (1955?)
- F5D Skylancer (1956)
- C-133 Cargomaster (1956)
- F6D Missileer (1958)
- 道格拉斯DC-8 (1958)

#### 麦道产品
- 麦道DC-9 (1965)
- 麦道DC-10 (1971)
- 麦道YC-15 (1975)
- 麦道MD-80 (1980)
- 麦道MD-11 (1990)
- C-17环球霸王III (1991)
- 麦道MD-90 (1993)

### 导弹和运载火箭
- Roc I
- AAM-N-2 Sparrow I (1948)
- AIR-2 Genie (1956)
- 勝利女神飛彈（Nike Ajax） (1959)
- Zeus
- Nike Hercules
- Honest John
- Thor
- Delta
- Saturn S-IVB stage